# Porotrichum krauseanum
Porotrichum krauseanum là một loài Rêu trong họ Neckeraceae. Loài này được (Hampe & Lorentz) A. Jaeger miêu tả khoa học đầu tiên năm 1877.